# Cotillos
Cotillos es una localidad del municipio de Polaciones (Cantabria, España). En el año 2024 cuenta con una población de cuatro habitantes (INE). Dista ocho kilómetros de Lombraña, la capital municipal. Se encuentra en la parte meridional del municipio, a una altitud de 1143 metros sobre el nivel del mar, lo que hace de este lugar el tercer pueblo más alto de Cantabria, sólo superado por Candenosa y Mediadoro, ambos en Valdeprado del Río. Celebra la fiesta de San Miguel el 29 de septiembre. Cotillos aparece mencionado en el Libro Becerro de las Behetrías de Castilla (1351), siendo un lugar de la Merindad de Liébana. La dependencia monacal pasó, a finales de la Edad Media, a ser señorial de la casa de la Vega y, por tanto, en la Edad Moderna, del Duque del Infantado. Se mantuvo, no obstante, el nombramiento del alcalde ordinario por el obispo de Palencia. De su patrimonio destaca la arquitectura de casas y pajares, la ermita de San Miguel, y la Riguera, plaza del pueblo.